# Simulium yuntaiense
Simulium yuntaiense är en tvåvingeart som beskrevs av Chen, Wen och Wei 2006. Simulium yuntaiense ingår i släktet Simulium och familjen knott. Inga underarter finns listade i Catalogue of Life.